# Säivis
Säivis (finska: Säivi) är en småort i Nedertorneå socken i Haparanda kommun.

## Namnet
Namnet Säivis har ursprung från det samiska ordet "sävva" som betyder "hav, stor sjö". Sedan har ordet förfinskats och delvis också anpassats till svenskan, som står för det sista s:et i namnet. En annan förekommande stavning är Säjvis som t.ex. används på Googles kartor och det var även SCB:s namn på orten 1990.

## Historia
Under Finska kriget (1808-1809) drabbades byn svårt av ryska strövkårer som tog vad de ville och förde med sig vad de kunde. Den 25 mars 1809 ingick den svenska generalmajor Hans Henrik Gripenberg kapitulation till den norra ryska armén, ledd av generaladjutanten greve Schuvaloff, i Säivis efter generalmajor Gripenberg fått falsk information om att en annan rysk armé hade marscherat över isen och intagit Umeå. En minnessten dedikerad till Gripenbergs kapitulation finns placerad utanför Säivis bygdegård.
Den 1 mars 1906 inträffade ett stort rånmord mot postdiligensen på landsvägen utanför Säivis. Två transportörer; en postiljon och en gästgivares 17-årige son, hade begett sig från Haparanda till Kalix på kvällen med 74 000 SEK i penningförsändelser (motsvarar ca 4 100 000 SEK år 2015), men när hästen dagen därpå red in i byn Harrioja fann de mötande postiljonen livlös på den annars tomma diligensen, senare fann man även pojken liggande livlös längs landsvägen. En närmare undersökning visade att båda hade blivit skjuten i tinningen med postiljonens revolver samt tilldelats åtskilliga hugg och slag mot huvudena från en yxa. Dagen därpå erkände brevbäraren Karl Emil Åberg, 25 år, till brotten under polisförhör och alla pengar förutom 25 SEK återhämtades. Åberg dömdes först till döden men benådades av högsta domstolen efter utlåtande från läkarundersökningen, han dömdes då istället till straffarbete med sluten vård på sinnessjukhuset Sankt Sigfrids Sjukhus i Växjö. En minnessten uppfördes på brottsplatsen vid den gamla kustvägen, samt omnämns händelsen i skillingtrycket "Postrånet i Säivis" från samma år.
Under 2017 lade Skanova ner det kopparbaserade telenätet på orten.

### Befolkningsutveckling
| Befolkningsutvecklingen i Säivis 1990–2015 | Befolkningsutvecklingen i Säivis 1990–2015 | Befolkningsutvecklingen i Säivis 1990–2015 | Befolkningsutvecklingen i Säivis 1990–2015 | Befolkningsutvecklingen i Säivis 1990–2015 |
| ------------------------------------------ | ------------------------------------------ | ------------------------------------------ | ------------------------------------------ | ------------------------------------------ |
|                                            |                                            |                                            |                                            |                                            |
| År                                         |                                            |                                            | Folkmängd                                  | Areal (ha)                                 |
| 1990                                       | 1990                                       |                                            | 113                                        | 37#                                        |
| 1995                                       | 1995                                       |                                            | 101                                        | 37#                                        |
| 2000                                       | 2000                                       |                                            | 85                                         | 37#                                        |
| 2005                                       | 2005                                       |                                            | 101                                        | 41#                                        |
| 2010                                       | 2010                                       |                                            | 93                                         | 42#                                        |
| 2015                                       | 2015                                       |                                            | 75                                         | 54#                                        |
| Anm.: 1990 som Säjvis. # Som småort.       |                                            |                                            |                                            |                                            |